# Константиновский орден Святого Георгия
Священный военный Константиновский орден Святого Георгия – рыцарский католический орден сначала герцогства Пармского, затем Неаполитанского королевства и наконец – королевства Обеих Сицилий. В настоящее время династическая награда неаполитанской ветви династии Бурбонов.

## История
Вплоть до XIX века орден Святого Георгия относился к рангу старейших романо-католических орденов Европы. Учреждение ордена в 317 году приписывалось императору Константину, хотя исторических данных на этот счёт практически нет. Далее существование ордена, по легенде, было обязано поддержке последующих византийских императоров из рода Комнинов, в частности Андроника I Комнина (1183—1185), который считал Константина своим предком. После свержения и казни Андроника в 1185 году орден якобы поддерживали представители династии Ангелов.
Однако фактически в Византии не было ничего подобного рыцарским орденам. Зато в столетие после падения Константинополя в Европе появилось много претендентов на Византийский престол.
На самом деле история ордена начинается в 1545 году, когда два брата, выходцы из северной Албании и потомки некого Андреса Энгьели, реально жившего в 1480-е гг., сфальсифицировали себе родословную от византийских императоров династии Ангелы, и выдумали орден Святого Георгия, который якобы уходил корнями в глубокую византийскую древность. Каким-то образом им удалось добиться признания своих претензий у папы Павла III.
В 1697 году пармский герцог Фраческо Фарнезе (1678—1727) выкупил права на него у последнего представителя рода Энгьели (Анджело). В 1693 году скончался брат герцога Одоардо, оставшийся в истории как Одоардо II Фарнезе, и Фраческо занял трон Пармы.
В первой половине XVIII века пресёкся и род Фарнезе. И Пармское герцогство, и орден оказались под властью младшей ветви испанской линии Бурбонов, которые перенесли его в королевство Сицилии и Неаполя.
Восстановления в 1815 году самостоятельности Пармского герцогства орден раздвоился, так как получившая это герцогство бывшая королева Этрурии Мария Луиза предъявила претензии на орден и провозгласила себя его гроссмейстером, а в Неаполе не проявили желания расстаться с орденом.
Объединение Италии лишило Константиновский Орден всех материальных благ, но Королевский дом Бурбонов Сицилийских сохранил титул Великого Магистра, поскольку Орден является династическим.
Итальянское Государство формально признало законность Ордена, и с 1963 года разрешило гражданам Италии носить его награды, что соответствует статье 7 закона 178 от 3 марта 1951 года. Кроме того, Орден состоит в списке юридических лиц Канцелярии Неаполитанского Трибунала. Граждане Италии, награжденные Крестом Ордена, могут войти в Национальную Ассоциацию Константиновских Кавалеров, получившую статус юридического лица с декретом Президента Республики от 30 марта 1973 года.

## Классы
|                  |                           |                        |
| Орденские планки |                           |                        |
| Рыцарь           | Рыцарь заслуги - Командор | Рыцарь Большого креста |

## Инсигнии

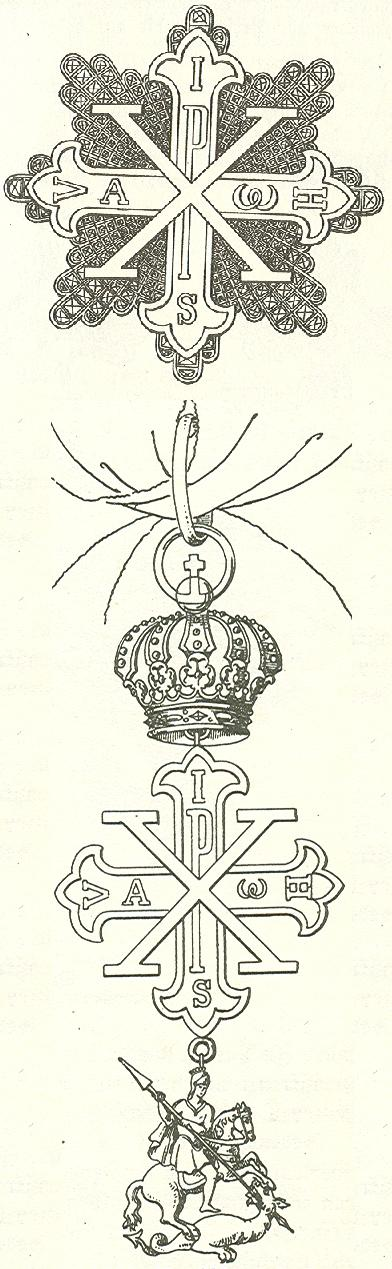
Инсигнии ордена

Инсигнии ордена в зависимости от класса состоят из различного набора: 
- у Рыцарей Большого креста – знак ордена на широкой чрезплечной ленте, серебряная звезда на левой стороне груди. Орденская цепь по особому пожалованию. Орденское одеяние, состоящее из мантии и головного убора.
- у Рыцарей заслуг – Командоров – знак ордена на шейной ленте.
- у Рыцарей – знак ордена на нагрудной ленте.

Символом ордена является четырехконечный равносторонний лилиевидный крест красной эмали с золотым бортиком. Изображение Георгия Победоносца, который поражает копьем змея могло изображаться в центре креста, однако чаще в виде резной фигурки крепится при помощи кольца ниже креста. На сам крест накладывается хризма – монограмма имени Христа, по бокам от которой греческие буквы «альфа» и «омега». На концах креста буквы «IHSV». Они намекают на девиз ордена: IN HOC SIGNO VINCES («Сим знаменем побеждай»). Знак венчает золотая королевская корона. При помощи кольца на верху короны, знак крепится к орденской ленте.
Нагрудная звезда серебряная восьмиконечная, формируемая разновеликими двугранными заострёнными лучиками. На центр звезды наложен знак ордена.
Золотая фигурка Георгия украшает также орденскую цепь Большого Креста.
Орденская лента шёлковая муаровая небесно-голубого цвета.

## Геральдика
Кавалеры ордена могут добавлять его символы в свой личный герб.